# وادي الجلة (كعيدنة)

تعديل مصدري - تعديل

وادي الجلة هي إحدى قرى عزلة الثلث بمديرية كعيدنة التابعة لمحافظة حجة، بلغ تعداد سكانها 94 نسمة حسب تعداد اليمن لعام 2004.